# Десцеметова оболочка
Десцеметова оболочка, или задняя пограничная мембрана, — промежуточный слой между стромой и эндотелием роговицы - роговой оболочки глаза. Эпонимное название дано в честь французского врача Жана Десцеме (J. Descemet, 1732—1810).
Так как синтез коллагеновых молекул, образующих оболочку, осуществляется клетками эндотелия, фактически десцеметова оболочка представляет собой его базальную мембрану. С возрастом её толщина у человека увеличивается — с 3 мкм при рождении до 10 мкм к 80 годам. Синтезированный до рождения слой оболочки, прилегающий к строме, называют также «полосатой зоной», он несколько отличается от нарастающего позднее с нижней стороны «не-полосатого» (англ. non-banded zone) слоя. Коллагеновые полоски разной ориентации в верхней зоне перемежаются с шагом 110 нм. Интересно, что нижняя зона у женщин старше 70 лет примерно вдвое толще, чем у мужчин аналогичного возраста; это может быть связано с гормональными изменениями.:854
В структуре здоровой Десцеметовой оболочки содержится коллаген IV, коллаген VIII, фибронектин, энтактин, ламинин, перлекан.:3

## Заболевания и повреждения
На поздних стадиях кератоконуса может произойти разрыв десцеметовой оболочки, ведущий к заполнению стромы жидкостью. Разрывы оболочки отмечаются также при врождённой глаукоме (стрии Хааба, англ. Haab striae), в случаях повреждения глаза акушерскими щипцами, когда последние используются при родах,:91и при несквозной (послойной) кератопластике.:1051
Если разрыв оболочки происходит в здоровом глазе, например, при ударе пейнтбольной капсулой, существует вероятность удачного заживления: клетки эндотелия мигрируют к месту повреждения, синтезируют вещество мембраны, выкачивают излишнюю жидкость из стромы.:797
Грыжа десцеметовой оболочки, или десцеметоцеле, развивается вследствие ряда причин, например, при смещении не до конца приживлённого трансплантата после пересадки роговицы.
Воспалительные процессы в роговице либо паренхиматозный кератит:100 могут приводить к складкам десцеметовой оболочки.
При эндотелиальной дистрофии Фукса, чаще поражающей женщин, толщина оболочки возрастает до 20 и более мкм, изменяется её структура. Ранняя форма заболевания ассоциирована с мутациями гена COL8A2, кодирующего входящий в состав десцеметовой мембраны коллаген VIII.
Как при дистрофии Фукса, так и при других заболеваниях глаза, а также стрессе или повреждении эндотелиальных клеток, они могут начать производить десцеметову оболочку ненормальной структуры. В 1982 году было проведено исследование 19 заболеваний и предложено три общих типа нарушений:
1. образование полосатого постериорного ( — то есть заднего, прилежащего не к строме, а к эндотелию) коллагенозного слоя;
2. образование фибриллярного постериорного коллагенозного слоя с беспорядочно расположенными фибриллами диаметром 20-30 нм;
3. образование фиброклеточного постериорного коллагенозного слоя, содержащего фибробласты